# Breidleria ochracea
Breidleria ochracea là một loài Rêu trong họ Hypnaceae. Loài này được (Turner ex Wilson) Loeske mô tả khoa học đầu tiên năm 1910.